# 丹尼尔·里奇
丹尼尔·里奇（英語：Daniel Ritchie，1987年1月6日—），生于肯特郡马盖特，英国男子赛艇运动员。他曾代表英国参加世界赛艇锦标赛，获得一枚金牌和二枚银牌。